# Marius Lindvik
Marius Lindvik, norveški smučarski skakalec, * 27. junij 1998, Sørum, Norveška.

## Kariera
Lindvik je na mladinskem svetovnem prvenstvu v smučarskih skokih leta 2018 osvojil dve zlati medalji (posamično na mali napravi in mešano ekipno) in bronasto medaljo (na moški ekipno tekmi). Ima tudi dve srebrni medalji z Mladinskih olimpijskih iger leta 2016 (posamično in ekipno).

### Sezona 2020
Prvič je nas stopničke stopil decembra 2019 v Klingenthalu, kjer je zasedel tretje mesto na veliki napravi. Nekaj tednov kasneje (1. januarja 2020) je na drugi tekmi novoletne skakalne turneje dosegel svojo prvo zmago v svetovnem pokalu na skakalnici v Garmisch-Partenkirchenu.

## Svetovni pokal

### Skupni seštevek
| Season  |        |    |    | Tour Standings | Tour Standings | Tour Standings | Tour Standings |
| Season  | Skupno | 4H | PO | RA             | W5             | T5             | P7             |
| ------- | ------ | -- | -- | -------------- | -------------- | -------------- | -------------- |
| 2015/16 | —      | —  | —  | N/A            | N/A            | N/A            | N/A            |
| 2016/17 | —      | —  | —  | —              | N/A            | N/A            | N/A            |
| 2017/18 | 41     | —  | —  | 30             | —              | N/A            | 35             |
| 2018/19 | 44     | —  | 39 | 23             | 38             | N/A            | 40             |
| 2019/20 | 5      | 4  |    |                |                |                | N/A            |

### Zmage v svetovnem pokalu
| Št. | Sezona  | Datum          | Prizorišče             | Skakalnica                 | Velikost |
| --- | ------- | -------------- | ---------------------- | -------------------------- | -------- |
| 1   | 2019/20 | 1. januar 2020 | Garmisch-Partenkirchen | Große Olympiaschanze HS142 | LH       |